# Lijst van spelers van Miami Fusion FC
Deze lijst omvat voetballers die bij de Amerikaanse voormalige voetbalclub Miami Fusion FC gespeeld hebben. De spelers zijn alfabetisch gerangschikt.

## A
- Lazo Alavanja
- Jeremy Aldrich
- Bill Andracki
- Shaker Asad

## B
- Keith Beach
- Kyle Beckerman
- Jeff Bilyk
- Ian Bishop
- Jason Boyce
- Scott Budnick

## C
- Jeff Cassar
- Judah Cooks
- Ramiro Corrales
- Leo Cullen

## D
- Brian Dunseth

## G
- Mario Gori
- Edwin Gorter
- Henry Gutierrez

## H
- Jay Heaps
- Chris Henderson
- Marcelo Herrera
- Dusty Hudock

## K
- Brian Kamler
- Kris Kelderman
- Matt Kmosko
- Matt Knowles
- Cle Kooiman
- Alen Kozić
- Tony Kuhn

## L
- Garth Lagerwey
- Roy Lassiter
- Carlos Llamosa

## M
- Martín Machón
- Johnny Maessner
- Pete Marino
- Tyrone Marshall
- Joey Martinez
- Saúl Martínez
- Pablo Mastroeni
- Ivan McKinley
- Randy Merkel

## N
- Matt Napoleon

## O
- Francis Okaroh

## P
- Arley Palacios
- Carlos Parra
- Paulinho McLaren
- Alex Pineda Chacón

## R
- Predrag Radosavljević
- Nick Rimando
- Roberto Gaúcho
- Maurizio Rocha
- Jim Rooney

## S
- Tim Sahaydak
- Diego Serna
- Gregory Simmonds
- Dan Stebbins

## T
- Jerry Tamashiro
- Bryan Taylor
- Roger Thomas
- Johnny Torres
- Mickey Trotman

## V
- Carlos Valderrama
- Nelson Vargas
- David Vaudreuil

## W
- Wade Webber
- Wélton
- Andy Williams
- David Winner
- Ian Woan
- Eric Wynalda